# Leatrice Joy
Leatrice Joy, nome completo Leatrice Joy Zeidler (New Orleans, 7 novembre 1893 – New York, 13 maggio 1985), è stata un'attrice statunitense attiva soprattutto durante l'epoca del muto.

## Inizio carriera
Iniziò a recitare con varie compagnie teatrali, debuttando poi nel cinema nel 1915, in un film della piccola e poco conosciuta Nola Film Company che aveva sede a New Orleans. Prima del 1917 si trasferì nella nascente Hollywood ed iniziò a prendere parte a cortometraggi comici al fianco di Billy West e Oliver Hardy. Messa sotto contratto da Samuel Goldwyn interpretò il suo primo ruolo per la MGM sempre nel 1917, in The Pride of the Clan al fianco di Mary Pickford. La carriera della Joy progredì rapidamente e l'attrice diventò molto popolare tra i frequentatori delle sale; si guadagnò così lo status di prima attrice affiancando attori come Wallace Beery, Conrad Nagel, Nita Naldi e Irene Rich.
Venne spesso scritturata in ruoli di donna indipendente e dalla forte volontà. Fatto che, nell'atmosfera libera dell'età del jazz dei ruggenti anni venti rafforzò la sua popolarità presso il pubblico, specialmente quello femminile. Il suo corto taglio di capelli e il suo aspetto quasi da ragazzo (interpretò spesso anche il ruolo di una donna scambiata erroneamente per un uomo) la resero una figura all'epoca molto alla modo. Venne quindi notata da Cecil B. DeMille e nel 1922 firmò un contratto per la Paramount Pictures interpretando nello stesso anno il film ambientato nell'alta società La coppia ideale con Conrad Nagel. Interpretò diversi film di successo per la Paramount e venne molto pubblicizzata come una delle attrici preferite di De Mille.

## I film sonori e il ritiro
Nel 1925 nonostante il consiglio contrario dei dirigenti della casa cinematografica, la Joy lasciò la Paramount per seguire De Mille nella sua nuova società, la Producers Distributing Corporation, per la quale interpretò alcune pellicole di modesto successo tra cui l'ultimo film muto di Lois Weber, The Angel of Broadway del 1927. Un litigio per motivi professionali pose fine nel 1928 alla società tra l'attrice e De Mille; Leatrice Joy firmò quindi per la MGM. Fu protagonista del secondo film semi-parlato dello studio, The Bellamy Trial, al fianco di Betty Bronson e Margaret Livingston.
Con l'avvento del sonoro la sua carriera iniziò a declinare. Si è supposto che in parte questo accadde a causa del suo pesante accento del sud, allora considerato poco alla moda rispetto alla raffinata dizione della East Coast tipica delle nuove attrici. Nel 1929 la Joy diventò un'attrice indipendente, senza un contratto fisso. Già all'inizio degli anni trenta si poteva considerare semi-ritirata dal mondo del cinema, ma continuò a interpretare ruoli di secondo piano, quasi da ospite speciale, in alcune pellicole senza molte pretese. Uno di questi film, Le memorie di un Don Giovanni del 1951 vide nel cast anche una giovanissima Marilyn Monroe.
Nel 1980 comparve in un documentario televisivo della serie Hollywood: A Celebration of the American Silent Film parlando del suo rapporto sentimentale con John Gilbert.

## Vita privata
Leatrice Joy sposò John Gilbert nel 1922. La coppia ebbe una figlia, Leatrice Gilbert Fountain (1924-2015), ma divorziò nel 1924 per i tradimenti di Gilbert che si rivelò un incorreggibile dongiovanni. La figlia, con il nome Leatrice Joy Gilbert, girò in seguito alcuni film e appare in diversi documentari dedicati ai genitori o al cinema muto.
Nel 1931, Leatrice Joy sposò in seconde nozze l'uomo d'affari William S. Hook, da cui divorziò nel 1944 per sposare l'anno dopo l'ex attore Arthur Westermark. I due divorziarono nel 1954. Leatrice Joy trascorse i suoi ultimi anni a Greenwich, nel Connecticut e morì nel 1985 a causa di una forma acuta di anemia a New York, nel quartiere di Riverdale. È sepolta nella Saint Savior Episcopal Churchyard di Greenwich.

## Riconoscimenti
Per il suo contributo allo sviluppo dell'industria cinematografica le è stata dedicata una stella sulla Hollywood Walk of Fame al 6517 dell'Hollywood Boulevard.

## Filmografia
- His Turning Point (1915)
- The Folly of Revenge
- The Other Man, regia di Mack Sennett (1916)
- A Troublesome Trip
- Their Counterfeit Vacation
- The Pride of the Clan
- Her Scrambled Ambition
- A Girl's Folly, regia di Maurice Tourneur (1917)
- Speed
- The Magic Vest
- Il superstizioso
- Getting the Evidence
- Her Iron Will
- The Window Dresser's Dream
- Susie of the Follies
- Her Fractured Voice
- Wits and Fits
- The Rejuvenator
- Susie the Sleepwalker
- Susie's Scheme
- Susie Slips One Over
- The Candy Kid, regia di Arvid E. Gillstrom (1917)
- Nearly a Baker
- A Society Scrimmage
- The Slave, regia di Arvid E. Gillstrom (1917)
- Auto Intoxication
- The Stranger, regia di Arvid E. Gillstrom (1918)
- His Day Out, regia di Arvid E. Gillstrom (1918)
- The Orderly, regia di Arvid E. Gillstrom (1918)
- The Scholar, regia di Arvid E. Gillstrom (1918)
- The Messenger, regia di Arvid E. Gillstrom (1918)
- The Handy Man
- Shackled, regia di Reginald Barker (1918)
- One Dollar Bid, regia di Ernest C. Warde (1918)
- The City of Tears, regia di Elsie Jane Wilson (1918)
- Wedlock, regia di Wallace Worsley (1918)
- La stella della taverna nera (Her Man), regia di Ralph Ince (1918)
- Three X Gordon
- The Man Hunter, regia di Frank Lloyd (1919)
- The Water Lily
- Just a Wife
- The Right of Way, regia di John Francis Dillon (1920)
- Blind Youth
- The Invisible Divorce
- Smiling All the Way
- Down Home, regia di Irvin Willat (1920)
- Bunty Pulls the Strings, regia di Reginald Barker (1921)
- A Tale of Two Worlds, regia di Frank Lloyd (1921)
- The Ace of Hearts, regia di Wallace Worsley (1921)
- Ladies Must Live, regia di George Loane Tucker (1921)
- The Poverty of Riches, regia di Reginald Barker (1921)
- The Night Rose rinominato Voices of the City, regia di Wallace Worsley (1921)
- La coppia ideale (Saturday Night), regia di Cecil B. DeMille (1922)
- The Bachelor Daddy, regia di Alfred Green (1922)
- La corsa al piacere (Manslaughter), regia di Cecil B. DeMille (1922)
- The Man Who Saw Tomorrow, regia di Alfred E. Green (1922)
- Minnie
- Java Head, regia di George Melford (1923)
- You Can't Fool Your Wife, regia di George Melford (1923)
- The Silent Partner, regia di Charles Maigne (1923)
- I dieci comandamenti (The Ten Commandments), regia di Cecil B. DeMille (1923)
- Hollywood, regia di James Cruze (1923)
- The Marriage Cheat
- Il trionfo (Triumph), regia di Cecil B. DeMille  (1924)
- Changing Husbands, regia di Paul Iribe e Frank Urson (1924)
- La regina della moda (The Dressmaker from Paris), regia di Paul Bern (1925)
- Hell's Highroad
- The Wedding Song
- Made for Love (1926)
- Eve's Leaves
- The Clinging Vine
- For Alimony Only, regia di William C. de Mille (1926)
- La mia vedova (Nobody's Widow), regia di Donald Crisp (1927)
- Girl in the Rain
- Vanity, regia di Donald Crisp (1927)
- The Angel of Broadway
- Danubio bleu
- Man-Made Women
- Maschere di celluloide (Show People), regia di King Vidor (1928)
- Tropic Madness
- Il processo Bellamy
- Forzuto (Strong Boy), regia di John Ford (1929)
- A Most Immoral Lady
- The Love Trader
- Il primo bacio (First Love), regia di Henry Koster (1939)
- Rivelazione (The Old Swimmin' Hole), regia di Robert F. McGowan (1940)
- Red Stallion in the Rockies, regia di Ralph Murphy (1949)
- Air Hostess, regia di Lew Landers (1949)
- Le memorie di un Don Giovanni (Love Nest), regia di Joseph M. Newman (1951)